# Kanhaiyalal Maneklal Munshi

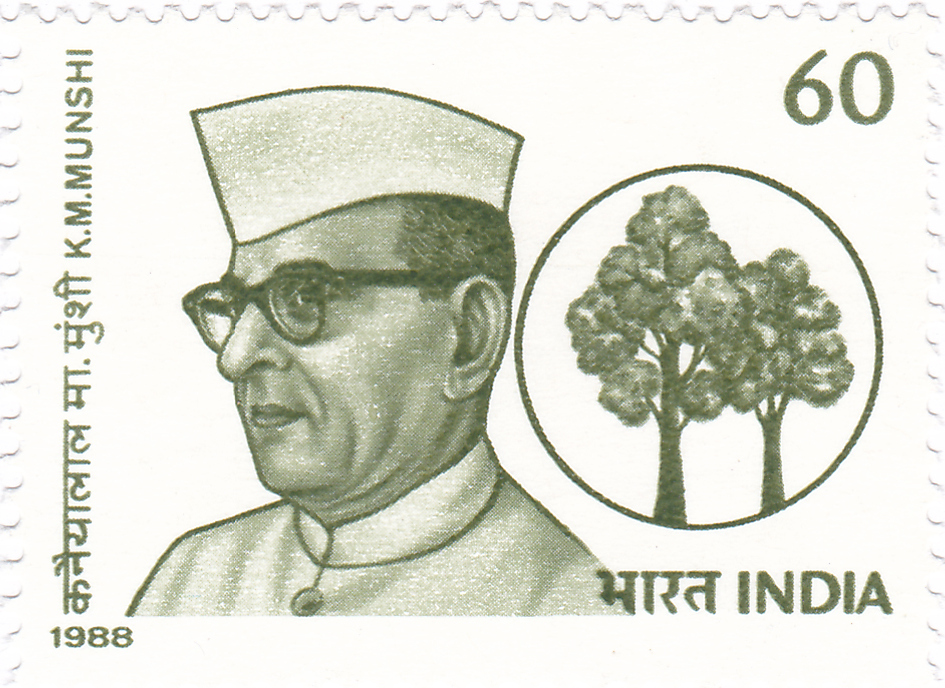

Kanhaiyalal Maneklal Munshi (30 de dezembro de 1887 - 8 de fevereiro de 1971) foi um combatente da liberdade indiana do estado de Guzerate. Advogado de profissão, ele virou-se para, em seguida, a literatura e a política.